# Kathleen Major
Pour les articles homonymes, voir Major (homonymie).
Kathleen Major (1906-2000) est une historienne médiéviste et bibliothécaire britannique, spécialiste de l'histoire religieuse de Lincoln. Elle est principale du St Hilda's College de l'université d'Oxford, de 1955 à 1965. 

## Biographie
Major naît le 10 avril 1906 à Holloway, Londres, fille aînée de George Major, marchand de pommes de terre, et de Gertrude Alice née Blow. Ses parents sont membres d'une église congrégationaliste, elle-même devient anglicane. Le succès de l'entreprise de son père conduit la famille à déménager à Holbeach dans le Lincolnshire avant la fin de la Première Guerre mondiale. Elle fait ses études secondaires à Reading, puis s'inscrit en histoire à St Hilda's College, à Oxford en 1925.
Major est diplômée en histoire en 1928, et poursuit ses études par un Bachelor of Letters sous la direction de Maurice Powicke, qui lui suggère d'étudier les Acta d'Étienne Langton, archevêque de Cantorbéry. Après son diplôme, elle est bibliothécaire du collège jusqu'en 1935. En 1935, elle est nommée directrice du Lincoln Diocesan Record Office, et de 1935 à 1975, elle a été rédactrice générale de la Lincoln Record Society (en), combinant le poste avec le secrétariat à partir de 1935 à 1956, date de sa démission lorsqu'elle est nommée principale de St Hilda's College. En 1935, elle est sollicitée pour l'édition du volume 4 du Registrum Antiquissimum of the Cathedral Church of Lincoln, publié en 1937. À partir des années 1960, elle a produit un certain nombre de brochures pour les « Friends of Lincoln Cathedral ». Elle est membre de la British Records Association. 
Elle a gardé des liens avec St Hilda's College, dont elle est membre du conseil de 1935 à 1940. Elle est nommée enseignante et fellow du collège à partir de 1945. 
Kathleen Major est élue principale de St Hilda's College en 1955, fonction où elle succède à Julia de Lacy Mann. Elle prend sa retraite en 1965 et est nommée professeure à temps partiel à l'université de Nottingham jusqu'en 1971. Elle participe à une enquête pour identifier et répertorier les anciennes maisons de Lincoln, qui débouche sur une publication collective en quatre volumes, The Survey of Ancient Houses in Lincoln. Elle meurt le 19 décembre 2000. Le service funéraire se déroule dans la cathédrale de Lincoln, suivi d'un service commémoratif le 17 mars 2001 à l'Église universitaire St Mary the Virgin d'Oxford.

## Publications
- The Registrum Antiquissimum of the Cathedral Church of Lincoln, vol. IV, avec C. W. Foster, Hereford, 1937. (The Publications of the Lincoln Record Society, vol. 32.)[6]
- A Handlist of the records of the Bishop of Lincoln and the Archdeacons of Lincoln and Stow, Londres, New York et Toronto, Oxford University Press, 1953[7].
- The Survey of Ancient Houses in Lincoln, avec Stanley Jones et Joan Varley, Lincoln civil Trust, t. I Priorygate to Pottergate, 1984, 106 p. ; t. II Houses to the South and West of the Minster, 1987, 109 p. ; t. III : Houses in Eastgate, Priorygate and James Gate, 1990, 160 p. ; t. IV Houses  in  the  Bail:  Steep  Hill,  Castle  Hill  and  Bailgate, 1996.

## Hommages et distinctions
- 1961 : Docteur honoris causa de l'université de Nottingham[1]
- 1977 : membre de la British Academy[1]
- La bibliothèque de St Hilda's College porte son nom[8]